# Bronswespen (superfamilie)
De bronswespen (Chalcidoidea) zijn een superfamilie van vliesvleugeligen (Hymenoptera). Zo'n 22.000 soorten in deze superfamilie zijn beschreven, maar hun aantal wordt veel hoger geschat.
De meeste soorten zijn parasitoïden die parasiteren op eitjes, larven en andere ontwikkelingsstadia van andere insecten.

## Families

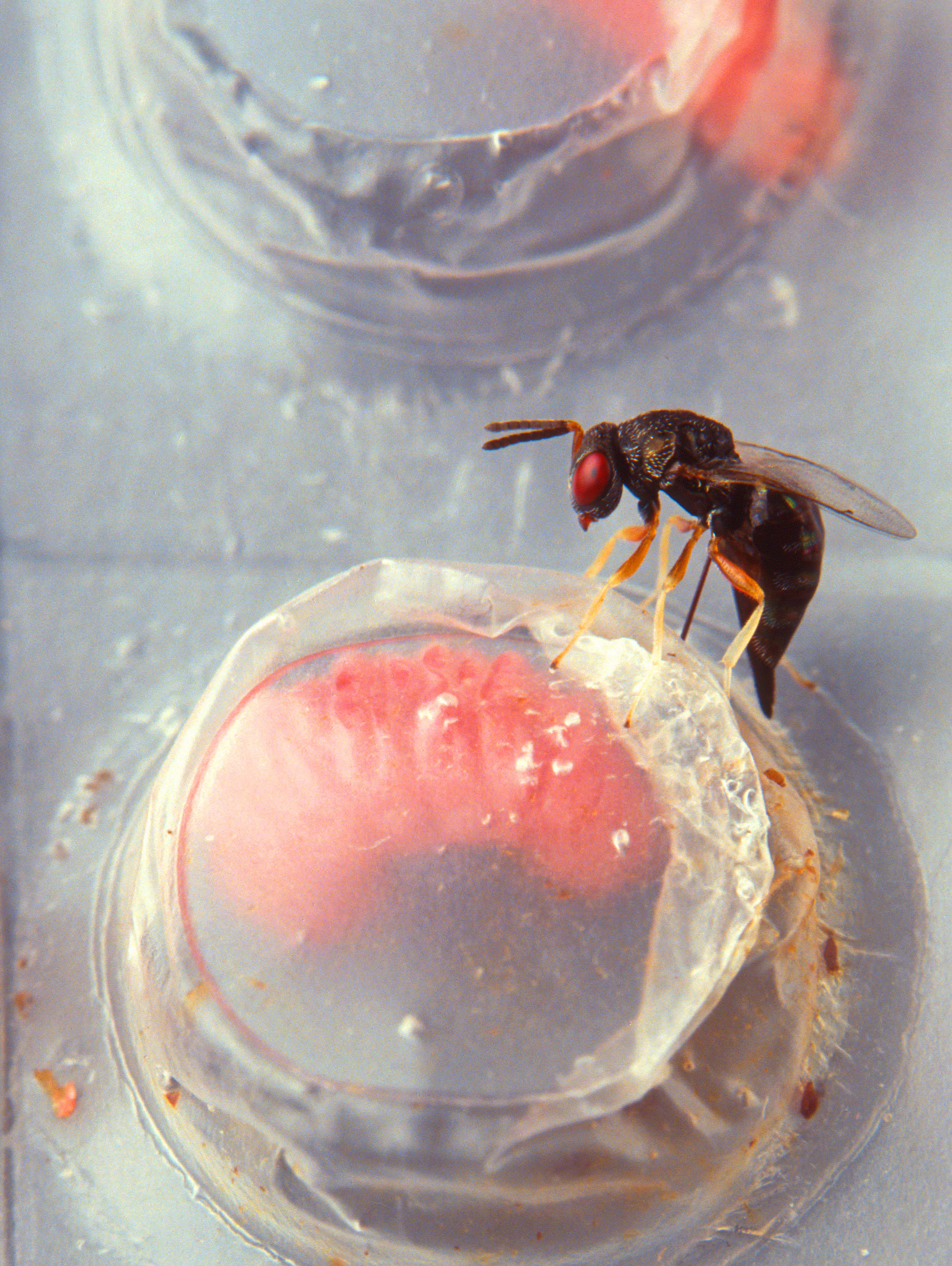
Catolaccus grandis (Pteromalidae)

Er zijn 20 beschreven families:
- Agaonidae (Vijgenwespen)
- Aphelinidae
- Chalcididae (Bronswespen)
- Encyrtidae
- Eucharitidae
- Eulophidae
- Eupelmidae
- Eurytomidae
- Khutelchalcididae (uitgestorven)
- Leucospidae
- Mymaridae
- Ormyridae
- Perilampidae
- Pteromalidae
- Rotoitidae
- Signiphoridae
- Tanaostigmatidae
- Tetracampidae
- Torymidae
- Trichogrammatidae